# Anūpgarh
Anūpgarh är en ort i Indien.   Den ligger i distriktet Gangānagar och delstaten Rajasthan, i den nordvästra delen av landet, 400 km väster om huvudstaden New Delhi. Anūpgarh ligger 156 meter över havet och antalet invånare är 33 309.
Terrängen runt Anūpgarh är mycket platt. Runt Anūpgarh är det ganska tätbefolkat, med 124 invånare per kvadratkilometer. Trakten runt Anūpgarh består till största delen av jordbruksmark.